# Gerdut
Gerdut herbu Jelita (ur. w XIV w., zm. w XV w.) – bojar żmudzki, adoptowany podczas unii horodelskiej (1413).

## Życiorys

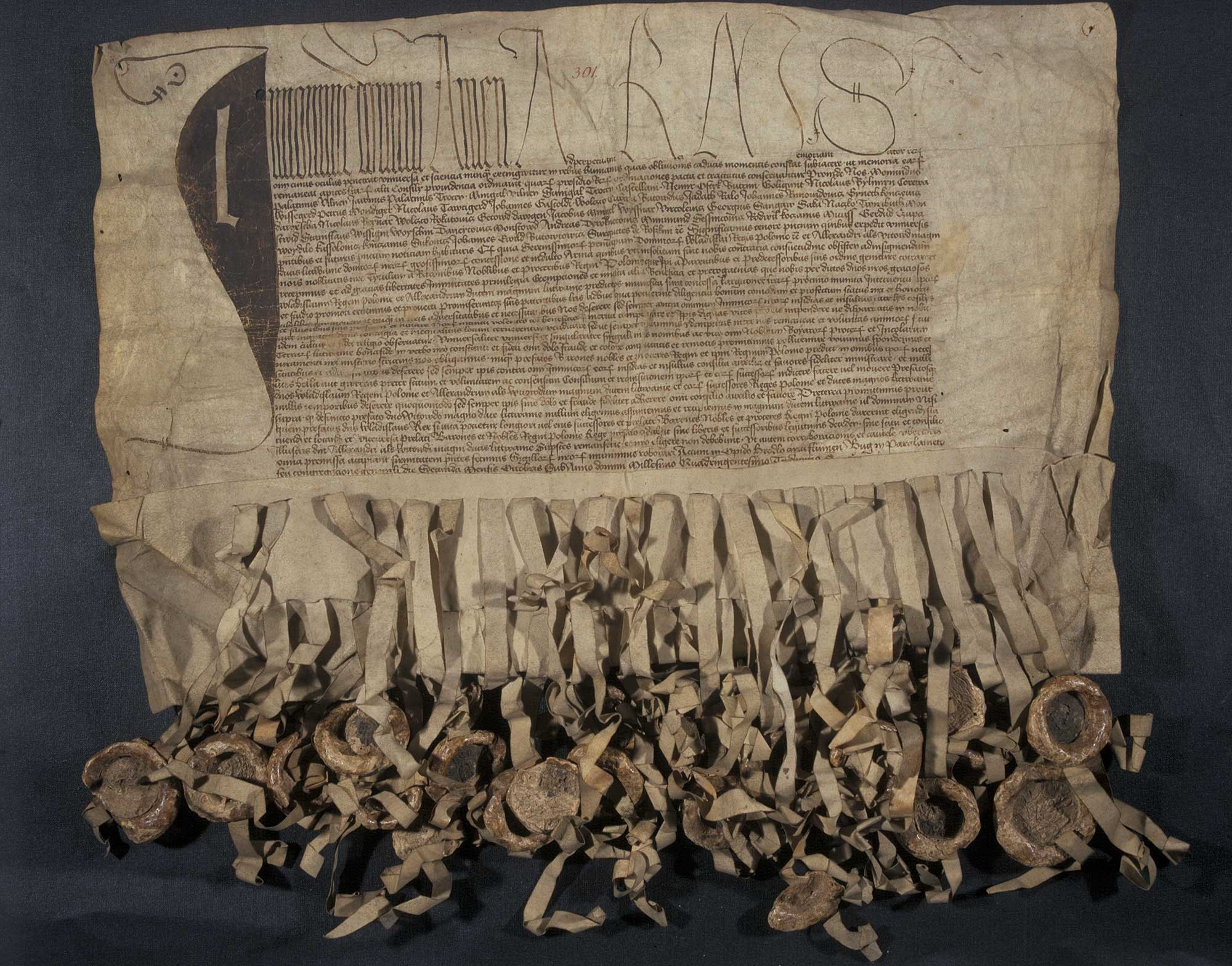
Dokument unii horodelskiej z 1413 roku z przyczepionymi pieczęciami

W 1413 roku podczas unii horodelskiej doszło do przyjęcia przez polskie rodziny szlacheckie, bojarów litewskich wyznania katolickiego (tzw. adopcja herbowa). Jednym z ważniejszych dowodów tamtego wydarzenia jest istniejący do dziś dokument, do którego przyczepione są pieczęcie z wizerunkami herbów szlacheckich.
Z dokumentu dowiadujemy się o istnieniu Gerduta, który został adoptowany przez przedstawicieli Jelitów.
Według Władysława Semkowicza, Gerdut jest prawdopodobnie tą samą osobą, co występujący w dokumentach z 1390 roku Kerdut, w których to ręczy za niejakiego Hryćka Konstantynowicza, a także tą samą osobą co Kirdites, który bierze udział w poręce za Bratoszę Kojlutowicza pod koniec XIV wieku.
Gerdut jest niewątpliwie tą samą osobą, co bojar Gyrde Skamunden filius, który świadczy na akcie traktatu salinskiego w 1398 roku. Oznacza to, że w takim razie odnajdujemy również imię jego ojca, Skamunta.
Na akcie traktatu trockiego z 1379 roku, zawartego przez w. książąt litewskich z Krzyżakami, występuje bojar o imieniu Saymunt Girdutten sun. Nie ulega wątpliwości, że ten Saymunt, syn Girduta, jest identyczny z Skamuntem, którego syn również nosi imię Gerduta, widocznie odziedziczone po dziadku, który już w 1369 roku występuje jako Gerdo, capitaneus castri Pastow.
Wdowa po Gerducie, zmarłym w niewiadomym roku, wyszła powtórnie za mąż, za zgodą wielkiego księcia lit., za Giriata Gojcewicza, wnosząc mu włość po pierwszym mężu „na Berezni”, która to włość po bezpotomnej jej śmierci w 1466 roku dostała się od wielkiego księcia do jego pisarza o imieniu Waśko.
Imię Gerdut (Gerdo, Gerde) w ciągu 3 generacji, zapewne podłóg tradycji, powtarza się w tej rodzinie. Semkowicz spekuluje, że w takim wypadku można by wtedy uznać za jego przodka, występującego 100 lat wcześniej (z czasów Mendoga), bojara litewskiego, który w dokumentach z 1260 roku nazywa się Gerdine de Nailse. Dodatkowo należy wspomnieć, że pod 1286 rokiem występuje Gerden w latopiscu ruskim, jako kniaź litewski. Jednakże nie jest pewne czy, którykolwiek z nich może mieć cokolwiek wspólnego z omawianym Gerdutem.

## Genealogia
Genealogia rodzinna została utworzona na podstawie fragmentu Władsyława Semkowicza w Rocznikach Polskiego Towarzystwa Heraldycznego we Lwowie.
| Gerdo 1369 starosta Pastowa | Gerdo 1369 starosta Pastowa | Gerdo 1369 starosta Pastowa | Gerdo 1369 starosta Pastowa | Gerdo 1369 starosta Pastowa | Gerdo 1369 starosta Pastowa |  |  | Saymunt (Skamunt) 1379, 1398 | Saymunt (Skamunt) 1379, 1398 | Saymunt (Skamunt) 1379, 1398 | Saymunt (Skamunt) 1379, 1398 | Saymunt (Skamunt) 1379, 1398 | Saymunt (Skamunt) 1379, 1398 |  |  | Gerdut (Gyrde) c. 1390, 1398, 1413 | Gerdut (Gyrde) c. 1390, 1398, 1413 | Gerdut (Gyrde) c. 1390, 1398, 1413 | Gerdut (Gyrde) c. 1390, 1398, 1413 | Gerdut (Gyrde) c. 1390, 1398, 1413 | Gerdut (Gyrde) c. 1390, 1398, 1413 |  |  |
| Gerdo 1369 starosta Pastowa | Gerdo 1369 starosta Pastowa | Gerdo 1369 starosta Pastowa | Gerdo 1369 starosta Pastowa | Gerdo 1369 starosta Pastowa | Gerdo 1369 starosta Pastowa |  |  | Saymunt (Skamunt) 1379, 1398 | Saymunt (Skamunt) 1379, 1398 | Saymunt (Skamunt) 1379, 1398 | Saymunt (Skamunt) 1379, 1398 | Saymunt (Skamunt) 1379, 1398 | Saymunt (Skamunt) 1379, 1398 |  |  | Gerdut (Gyrde) c. 1390, 1398, 1413 | Gerdut (Gyrde) c. 1390, 1398, 1413 | Gerdut (Gyrde) c. 1390, 1398, 1413 | Gerdut (Gyrde) c. 1390, 1398, 1413 | Gerdut (Gyrde) c. 1390, 1398, 1413 | Gerdut (Gyrde) c. 1390, 1398, 1413 |  |  |